# Чернобыльская улица (Киев)
Черно́быльская у́лица (укр. Чорно́бильська ву́лиця) — улица в Святошинском районе города Киева, жилые массивы Беличи, Святошино. Пролегает от Берестейского проспекта до Обуховской улицы.
Согласно действующему Генеральному плану г.Киева, должна соединяться с улицами Академика Булаховского и Подлесной.
Примыкают улицы Ореста Васкула, Прилужная, Ирпенская, Академика Ефремова.

## История
Возникла в 1920—30-х годах под названием улица Шевченко. Современное название с 1955 года в честь города Чернобыль. До 1958 года пролегала от Обуховской до Спартаковской улицы, в 1958 году к ней была присоединена часть улицы 5-я Просека от Брест-Литовского шоссе (ныне проспект Победы) до Спартаковской улицы. В течение 1980-90-х годов перепланирована и перестроена со сменой застройки (вместо одноэтажной частной были построены многоэтажные дома).
На Чернобыльский улице расположены храм Святителя Феодосия Черниговского (дом № 2) и храм Зачатия Иоанна Предтечи (дом № 15-а).
В 2018 году инициированы работы по продлению улицы от улицы Академика Ефремова до улицы Академика Булаховского. 13.08.2018 г. Киевской городской государственной администрацией издано распоряжение № 1460 про реконструкцию улицы, предусматривающее обеспечение сообщения между массивами Беличи и Новобеличи.

## Медицинские учреждения
- Поликлиника № 3 Святошинского района (дом № 5/7).

## Учреждения торговли
- Супермаркет «Сильпо» (дом № 3).

- Супермаркет «Велмарт» (дом № 16/80).

- Супермаркет электроники «Фокстрот» (дом № 16/80).
- Рынок «Иллис».